# Museum Speelklok
Le Museum Speelklok (anciennement Museum Van Speelklok tot Pierement) est un musée de musique mécanique situé dans la ville d'Utrecht aux Pays-Bas.

## Collections et activités

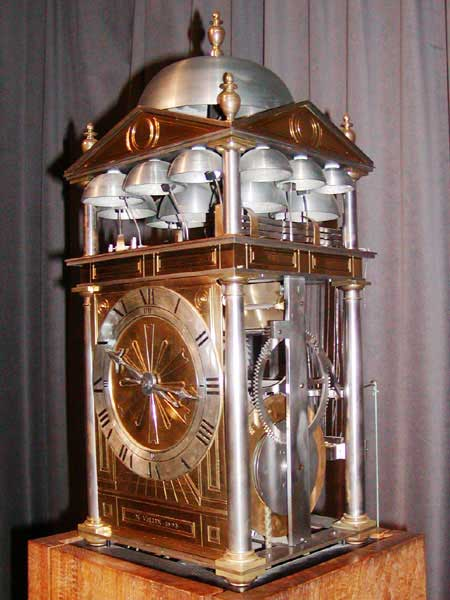
Horloge musicale de 1598

Le musée possède une collection d'instruments dont la plupart fonctionnent encore aujourd'hui ; elle est constituée, notamment, de boîtes à musique, d'horloges musicales, de pianolas, d'orgues de barbarie, et d'un carillon. Les instruments sont mis en marche lors de visites guidées.
Le musée est devenu très populaire auprès des visiteurs internationaux. Il est par ailleurs équipé d'un atelier de réparation qui est, dans son domaine, le plus célèbre au monde.

## Histoire
Le musée a commencé en 1956 à l'occasion de l'exposition « Van Speeldoos tot Pierement » qui se tenait cette année-là à Utrecht. Pendant plusieurs années, le musée, alors géré exclusivement par des bénévoles, fut hébergé dans une aile du musée du couvent Sainte-Catherine, jusqu'à ce que, en 1970, il déménage jusqu'au lieu Achter de Dom et emploie ses premiers salariés.
Depuis 1984, il est établi dans une ancienne église médiévale, la Buurkerk.
En 2010, le musée change de nom: il s'appellera désormais Museum Speelklok.